# 中歐混合林
中歐混合林生態區（世界自然基金會編號：PA0412）是一片溫帶硬木森林，覆蓋歐洲東北部大部分地區，從德國延伸至俄羅斯。受人類農業發展影響，該區域森林面積如今僅剩三分之一，散布於傳統牧場、草場與濕地之間。中歐混合林屬於溫帶闊葉混合林，在古北界範圍內，受溫帶大陸性濕潤氣候影響。中歐混合林面積約為731,154 km2（282,300 sq mi）。

## 地理描述
中歐混合林生態區覆蓋中歐地區前冰川期中央平原，從德國東部延伸至波羅的海沿岸，涵蓋捷克、波蘭、立陶宛南部、白俄羅斯、烏克蘭東部及俄羅斯部分地區（布良斯克州、加里寧格勒州）。地形方面，中央地帶為平坦低地、北部主要為冰磧丘陵地形、南部是沿著喀爾巴阡山脈形成的高地。森林生態方面，北接薩爾馬提亞混合林，以雲杉和松樹為主；東接東歐森林草原，中央地帶林地稀疏、多平原；南接喀爾巴阡山地森林，特色是高山牧場和山毛櫸、雲杉、榆樹、矮松組成的森林。

## 氣候
中歐混合林生態區的氣候，依柯本氣候分類法分類，在德國東部、波蘭部分為溫帶海洋性氣候（Cfb）。生態區東部則為溫帶大陸性濕潤氣候（Dfb），特色是季節性溫差大，夏季溫暖（至少4個月平均溫度超過10 °C（50 °F），但沒有任何一個月平均溫度超過22 °C（72 °F））；越往東、越接近大陸中心，夏季就更溫暖、冬季則更寒冷（陸性率），因此1月平均溫度在德國為−1 °C（30 °F），到了白俄羅斯便降到−6 °C（21 °F）。而平均降水量則在500 mm（20英寸）與700 mm（28英寸）之間，大多在夏日生長季降雨。

## 動植物群
中歐混合林在各國的森林覆蓋率，從15%（烏克蘭）到33%（捷克）不等。區域內最常見的樹種是歐洲赤松，過去200年間受到廣泛種植，佔中歐混合林總面積的一半。真正的落葉混合林現已大多被農地取代。生態區內的非森林地區，主要是草地和牧場，專用於人類農業發展。低地區域有廣闊的濕地，支撐多樣化的鳥類生態，但哺乳動物則受到人類土地利用壓力影響。由於中歐混合林生態區地形均勻、與其他生態區相連互通，因此沒有地方特有種。在某些國家境內，有多達20種到30種哺乳動物生存受威脅。

### 歐洲野牛

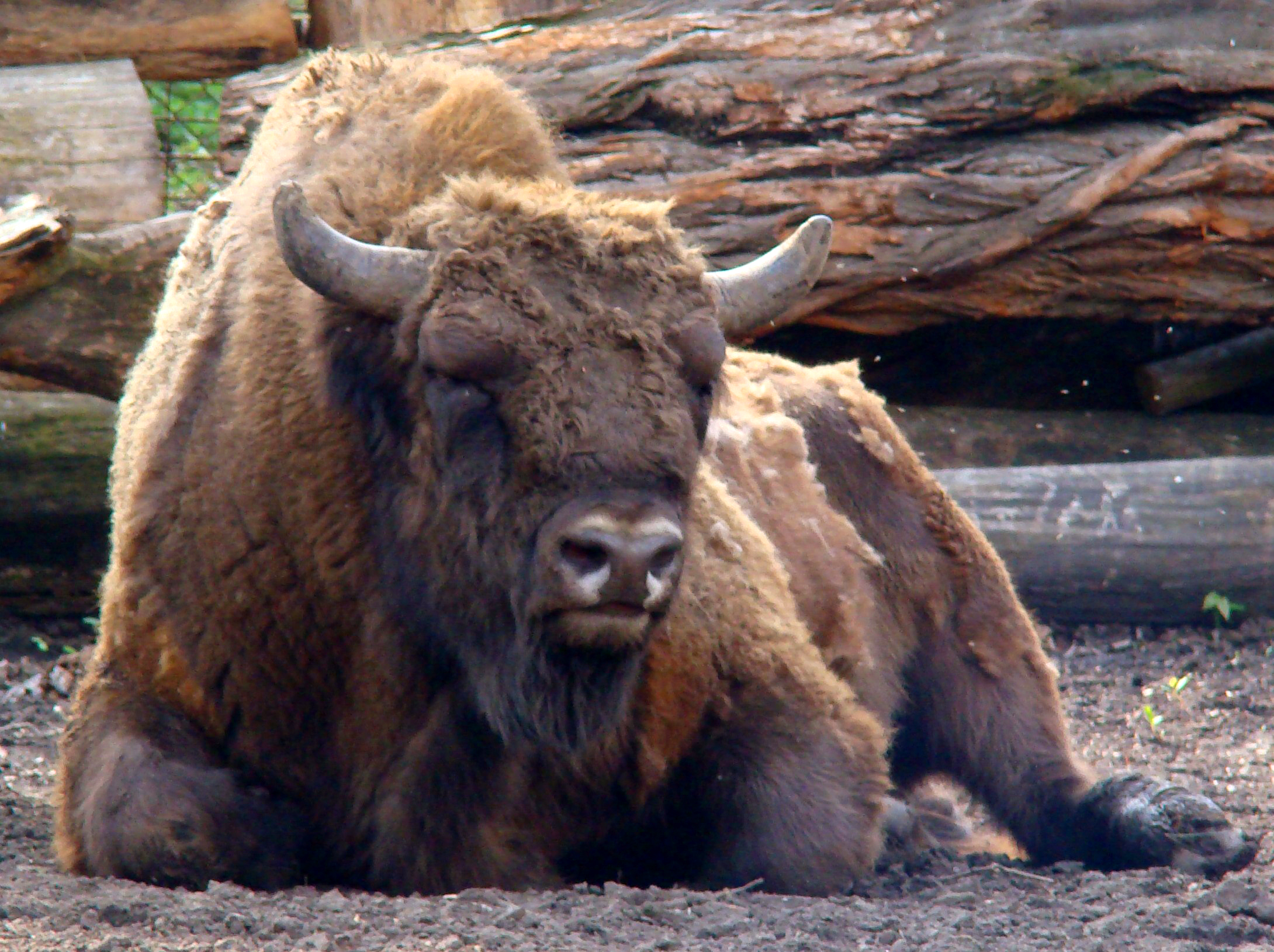
比亞沃維耶扎原始森林內的稀有歐洲野牛。

位於白俄羅斯－波蘭邊界的比亞沃維耶扎原始森林，是歐洲野牛最後的棲息地，牠們是歐洲大陸現存最重的野生陸生動物。歐洲野牛歷史上的分布區域廣及所有歐洲低地，從法國中央高原到高加索地區都有其蹤影。隨著人口不斷增長、森林砍伐不斷，歐洲野牛分布區域也逐漸縮小：11世紀，瑞典南部的歐洲野牛滅絕；12世紀，英格蘭南部；15世紀，亞爾丁與佛日山脈。16世紀中葉，波蘭國王與立陶宛大公齊格蒙特·奧古斯特頒布禁令，處死偷獵比亞沃維耶扎地區歐洲野牛的民眾。歐洲野牛雖受王權保護，但其數量仍不斷減少。第一次世界大戰期間，德軍為了取得牛肉、皮毛及牛角，而屠殺600頭野牛。波蘭境內最後一頭歐洲野牛在1919年被獵殺，之後才引入人工圈養的歐洲野牛，野化成為現今的歐洲野牛族群。

## 保護區
中歐混合林受人類活動影響，大多數保護區規模較小且零散。其生態區範圍內較大或較有代表性的保護區包括：
- 別洛韋日國家公園／比亞沃維耶扎國家公園：比亞沃維耶扎原始森林位於白俄羅斯與波蘭兩側的國家公園。（面積：1,500 km2（580 sq mi）／150 km2（58 sq mi））[9][10]
- 比亞沃維耶扎原始森林：白俄羅斯－波蘭邊界的原始森林，位於波羅的海與黑海的分水嶺上，1979年列入世界自然遺產，1992年、2014年兩度修正調整其範圍。（面積：1,418 km2（547 sq mi））[11]
- 別布扎國家公園：波蘭最大的國家公園，境內25%為森林。（面積：153.02 km2（59.08 sq mi））[12]
- 布良斯克自然保護區（英语：Bryansky Les Nature Reserve）：位於俄羅斯布良斯克州，保護傑斯納河與涅魯薩河流域的自然環境，是歐洲重要的啄木鳥棲息地。（面積：121.86 km2（47.05 sq mi））[13]
- 下波利西亞國家自然公園（英语：Lower Polissia National Nature Park）：位於烏克蘭，擁有大片森林、沼澤、濕地，森林覆蓋率約70%。（面積：87.62 km2（33.83 sq mi））[14][15]
- 易北河中部生物圈保護區（英语：Middle Elbe Biosphere Reserve）：位於德國薩克森-安哈特的易北河段，其氾濫平原是許多珍稀動植物的棲息地。（面積：1,260 km2（490 sq mi））[16]
- 納雷夫國家公園（波蘭）：涵蓋納雷夫河流域的冰磧濕地，複雜的河道形成大片沼澤和荒地，是重要的鳥類、海狸棲息地。（面積：73.5 km2（28.4 sq mi））[17]

## 外部連結
- 维基共享资源上的相關多媒體資源：中歐混合林